# Пяденица красивая
Пяденица красивая (Chariaspilates formosaria) — вид бабочек из семейства пядениц.

## Описание

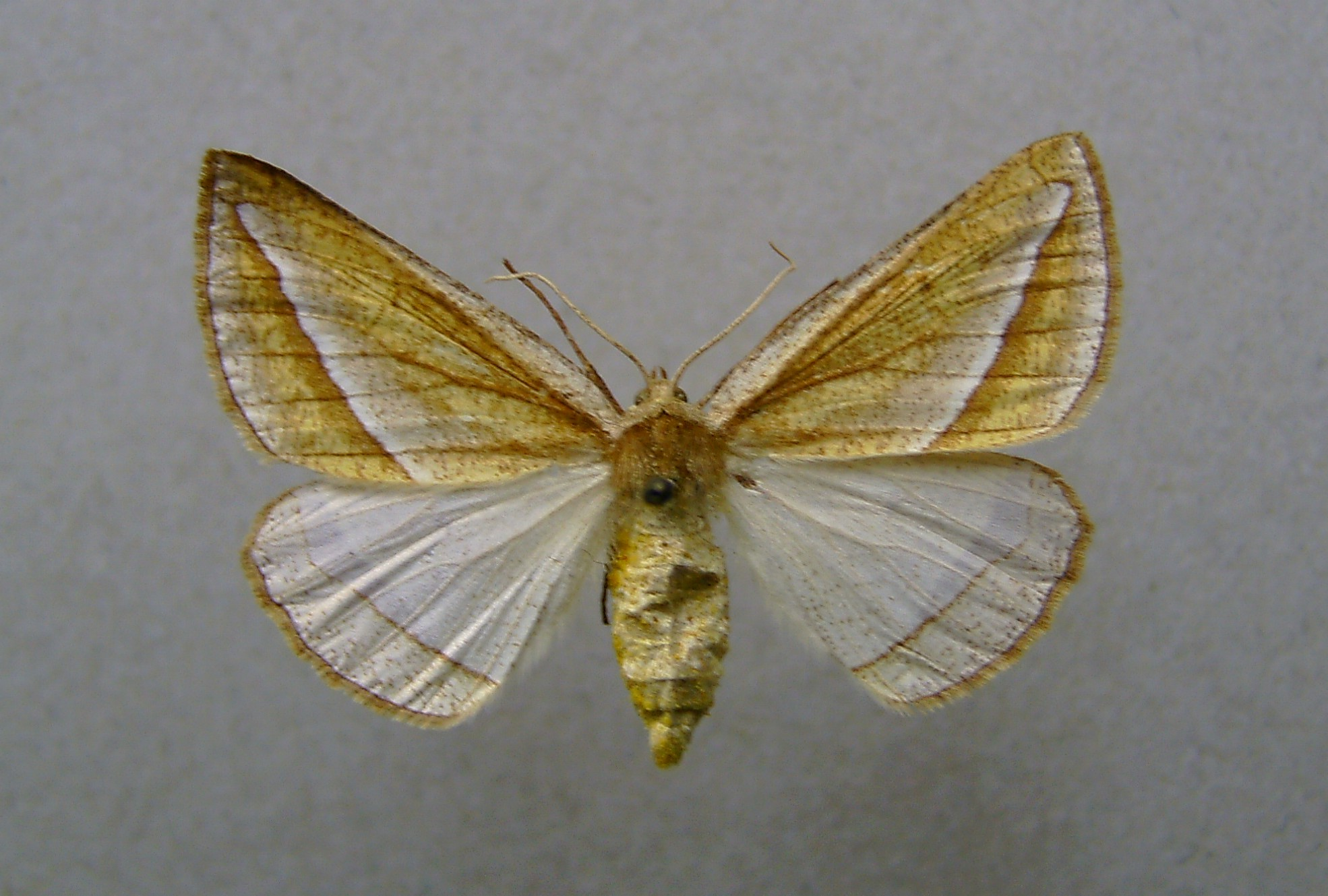
Самка

Длина переднего крыла 18—22 мм. Размах крыльев самцов 31—37 мм, самок — 38—43 мм. Основной фон верхней стороны передних крыльев золотисто-желтого цвета, с мелкими коричневатыми точками. От вершины к середине нижнего края проходит тёмная косая линия, отороченная коричневатым напылением по всей длине снаружи и серебристым напылением изнутри. Передний и наружный края переднего крыла с серовато-серебристым напылением. У переднего края крыла находится тёмного цвета поперечный штрих. Задние крылья на верхней стороне серовато-бледно-жёлтые с поперечной линией и тёмной срединной точкой. Линия расположена ближе к внешнему краю крыла. Бахромка крыльев серо-коричневого цвета. Тело серовато-бледно-жёлтое. Грудь с коричневатым опушением.

## Ареал
Европа (за исключением севера и юго-запада), Урал, далее через южную Сибирь, Китай до побережья Тихого океана, а также Японские острова.
В Белоруссии вид известен по крайне немногочисленным находкам на юге страны, в Березинском биосферном заповеднике и окрестностях Витебска.

## Биология
Бабочки населяют переходные и низинные болота, заболоченные луга и лесные опушки. Время лёта с конца июня до конца первой декады августа. Самки откладывают яйца цепочками на листья и стебли кормовых растений гусениц. Гусеницы развиваются с середины июля до поздней осени и после зимовки до мая. Кормовые растения гусениц: вербейник, калужница болотная, восковница обыкновенная.

## Замечания по охране
Вид включен в Красную книгу Белоруссии, в Красную книгу Литвы. Охраняется в Березинском заповеднике, Национальном парке «Беловежская пуща», биологическом заказнике «Званец».